# Championnat de Gibraltar de football 2014-2015
Navigation
Saison 2013-2014 Saison 2015-2016
Le championnat de Gibraltar de football 2014-2015 (connu sous le nom Argus Insurance Premier Division pour des raisons de parrainage) est la 112e saison du championnat semi-professionnel et amateur de Gibraltar - le plus haut niveau du championnat à Gibraltar. Le championnat est disputé par sept clubs de la saison précédente et le club promu du Championnat de deuxième division de football de Gibraltar 2013-14 : le FC Britannia XI.
En fin de saison, afin de permettre le passage de la première division de huit à dix équipes, il n'y a pas de relégué et les deux meilleurs clubs de deuxième division sont promus.
Le vainqueur du Championnat de Première Division de Gibraltar participe au premier tour de la Ligue des Champions UEFA. Le Lincoln Red Imps FC est le champion en titre, ayant obtenu son 21e titre la saison dernière. La saison de football de Gibraltar a débuté avec la Pepe Reyes Cup 2014-2015 entre le Lincoln Red Imps FC et Manchester 62 FC, que Lincoln Red Imps FC a remporté 1-0. La saison a commencé le vendredi 19 septembre suivant, entre le Lincoln Red Imps FC et le Lynx FC score final 0-1.

## Équipes participantes
Après la saison 2013-2014, l'équipe Championne de Deuxième Division de football de Gibraltar 2012-2013 le FC Britannia XI a été promu. Le St Joseph's FC s'est maintenu après son match de barrage contre le 2e de Deuxième Division de football de Gibraltar 2012-2013 le Mons Calpe SC 1-0.
Légende des couleurs
- Premier tour de qualification de la Ligue des champions 2014-2015
- Premier tour de qualification de la Ligue Europa 2014-2015
- Promu de Deuxième division 2013-2014

| Club                | Classement 2013-2014 |
| ------------------- | -------------------- |
| Lincoln Red Imps FC | 1er                  |
| Manchester 62 FC    | 2e                   |
| Lynx FC             | 3e                   |
| College Europa FC   | 4e                   |
| Glacis United FC    | 5e                   |
| Lions Gibraltar FC  | 6e                   |
| St Joseph's FC      | 7e                   |
| FC Britannia XI     | 1er (D2)             |

## Compétition

### Format
Chacune des huit équipes participant au championnat s'affronte à trois reprises pour un total de vingt-uns matchs chacune. Tous les matchs sont joués au Victoria Stadium de Gibraltar. L'équipe terminant huitième est directement reléguée en deuxième division tandis que l'équipe terminant à la nseptième place joue un match de barrage promotion-relégation contre le second de deuxième division.

### Classement
Le classement est établi sur le barème de points classique (victoire à 3 points, match nul à 1, défaite à 0).
Pour départager les égalités, on tient d'abord compte de la différence de buts générale, puis du nombre de buts marqués, puis des confrontations directes et enfin si la qualification ou la relégation est en jeu, les deux équipes jouent une rencontre d'appui sur terrain neutre.
| \| Rang \| Équipe \| Pts \| J \| G \| N \| P \| Bp \| Bc \| Diff \| \| ---- \| ----------------------- \| --- \| -- \| -- \| - \| -- \| -- \| -- \| ---- \| \| 1 \| Lincoln Red Imps FC T C \| 58 \| 21 \| 19 \| 1 \| 1 \| 80 \| 12 \| +68 \| \| 2 \| College Europa FC \| 42 \| 21 \| 12 \| 6 \| 3 \| 42 \| 14 \| +28 \| \| 3 \| Lynx FC \| 38 \| 21 \| 10 \| 8 \| 3 \| 36 \| 18 \| +18 \| \| - \| St. Joseph’s FC \| 38 \| 21 \| 12 \| 2 \| 7 \| 36 \| 18 \| +18 \| \| 5 \| Manchester 62 FC \| 27 \| 21 \| 7 \| 6 \| 8 \| 22 \| 25 \| -3 \| \| 6 \| Glacis United FC \| 15 \| 21 \| 4 \| 3 \| 14 \| 14 \| 50 \| -36 \| \| 7 \| FC Britannia XI P \| 9 \| 21 \| 2 \| 3 \| 16 \| 13 \| 67 \| -54 \| \| 8 \| Lions Gibraltar FC \| 7 \| 21 \| 1 \| 5 \| 15 \| 9 \| 48 \| -39 \| | Qualifications européennes - 1er : 1er tour de qualification en Ligue des champions 2015-2016 - C ou 2e : 1er tour de qualification en Ligue Europa 2015-2016 Relégations - 7e : Barrage de relégation en Deuxième Division 2015-2016 - 8e : Relégation en Deuxième Division 2015-2016 Abréviations - T : Tenant du titre - C : Vainqueur de la Coupe de Gibraltar 2014-2015 - P : Promu de Deuxième Division 2013-2014 |     |    |    |   |    |    |    |      |
| Rang | Équipe | Pts | J  | G  | N | P  | Bp | Bc | Diff |
| 1 | Lincoln Red Imps FC T C | 58  | 21 | 19 | 1 | 1  | 80 | 12 | +68  |
| 2 | College Europa FC | 42  | 21 | 12 | 6 | 3  | 42 | 14 | +28  |
| 3 | Lynx FC | 38  | 21 | 10 | 8 | 3  | 36 | 18 | +18  |
| - | St. Joseph’s FC | 38  | 21 | 12 | 2 | 7  | 36 | 18 | +18  |
| 5 | Manchester 62 FC | 27  | 21 | 7  | 6 | 8  | 22 | 25 | -3   |
| 6 | Glacis United FC | 15  | 21 | 4  | 3 | 14 | 14 | 50 | -36  |
| 7 | FC Britannia XI P | 9   | 21 | 2  | 3 | 16 | 13 | 67 | -54  |
| 8 | Lions Gibraltar FC | 7   | 21 | 1  | 5 | 15 | 9  | 48 | -39  |

### Matchs
| Résultats (▼dom., ►ext.)                                   | FBR | COL | GLA | LIN | LFC | LYN | MAN | SJO | FBR | COL | GLA | LIN | LFC | LYN | MAN | SJO |
| FC Britannia XI                                            |     | 0-9 | 1-2 | 0-2 | 1-3 | 0-3 | 0-1 | 1-2 |     | 0-5 |     | 0-7 |     | 0-8 |     | 1-2 |
| College Europa FC                                          | 0-0 |     | 6-0 | 2-2 | 3-0 | 1-0 | 0-0 | 2-0 |     |     | 2-1 |     | 3-0 | 0-0 | 3-0 |     |
| Glacis United FC                                           | 1-1 | 0-1 |     | 0-1 | 0-0 | 1-3 | 0-1 | 1-5 | 0-1 |     |     | 0-4 |     |     |     | 0-2 |
| Lincoln Red Imps FC                                        | 7-0 | 3-0 | 6-1 |     | 4-0 | 0-1 | 2-1 | 2-0 |     | 5-0 |     |     |     | 4-1 | 4-1 | 2-1 |
| Lions Gibraltar FC                                         | 1-1 | 0-2 | 1-2 | 0-3 |     | 1-1 | 0-1 | 0-2 | 1-2 |     | 0-2 | 0-9 |     |     |     |     |
| Lynx FC                                                    | 2-1 | 1-1 | 4-0 | 1-6 | 0-0 |     | 1-1 | 0-0 |     |     | 5-0 |     | 1-1 |     |     | 1-0 |
| Manchester 62 FC                                           | 5-2 | 1-1 | 1-2 | 1-3 | 4-0 | 0-1 |     | 0-0 | 2-1 |     | 1-1 |     | 1-0 | 0-0 |     |     |
| St. Joseph's FC                                            | 4-0 | 0-1 | 4-0 | 2-4 | 4-0 | 1-2 | 2-0 |     |     | 1-0 |     |     | 2-1 |     | 2-0 |     |
| - Victoire à domicile - Match nul - Victoire à l'extérieur |     |     |     |     |     |     |     |     |     |     |     |     |     |     |     |     |

## Statistiques

### Domicile et Extérieur
| Rang | Équipe             | Pts | J  | G  | N | P  | Bp | Bc | Diff |
| ---- | ------------------ | --- | -- | -- | - | -- | -- | -- | ---- |
| 1    | Lincoln FC         | 30  | 11 | 10 | 0 | 1  | 39 | 6  | +33  |
| 2    | College Europa FC  | 25  | 11 | 7  | 4 | 0  | 22 | 3  | +19  |
| 3    | St Joseph's FC     | 21  | 10 | 7  | 0 | 3  | 22 | 8  | +14  |
| 4    | Lynx FC            | 17  | 10 | 4  | 5 | 1  | 16 | 10 | +6   |
| 5    | Manchester 62 FC   | 16  | 11 | 4  | 4 | 3  | 16 | 11 | +5   |
| 6    | Glacis United FC   | 2   | 10 | 0  | 2 | 8  | 3  | 19 | -16  |
| 7    | Lions Gibraltar FC | 2   | 10 | 0  | 2 | 8  | 4  | 25 | -21  |
| 8    | FC Britannia XI    | 0   | 11 | 0  | 0 | 11 | 4  | 44 | -40  |

| Rang | Équipe             | Pts | J  | G | N | P | Bp | Bc | Diff |
| ---- | ------------------ | --- | -- | - | - | - | -- | -- | ---- |
| 1    | Lincoln FC         | 28  | 10 | 9 | 1 | 0 | 41 | 6  | +35  |
| 2    | Lynx FC            | 21  | 11 | 6 | 3 | 2 | 20 | 8  | +12  |
| 3    | College Europa FC  | 17  | 10 | 5 | 2 | 3 | 20 | 11 | +9   |
| 4    | St Joseph's FC     | 17  | 11 | 5 | 2 | 4 | 14 | 10 | +4   |
| 5    | Glacis United FC   | 13  | 11 | 4 | 1 | 6 | 11 | 31 | -20  |
| 6    | Manchester 62 FC   | 11  | 10 | 3 | 2 | 5 | 6  | 14 | -8   |
| 7    | FC Britannia XI    | 9   | 10 | 2 | 3 | 5 | 9  | 23 | -14  |
| 8    | Lions Gibraltar FC | 6   | 11 | 1 | 3 | 7 | 5  | 23 | -18  |

### Buts marqués par journée
Ce graphique représente le nombre de buts marqués lors de chaque journée.

### Classement des buteurs
| # | Buteur                   | Club                | Buts |
| - | ------------------------ | ------------------- | ---- |
| 1 | Lee Casciaro             | Lincoln Red Imps FC | 20   |
| 2 | Cristian Toncheff        | Manchester 62 FC    | 14   |
| 3 | Liam Walker              | Lincoln Red Imps FC | 13   |
| 4 | Joseph Chipolina         | Lincoln Red Imps FC | 13   |
| 5 | José Luis Romero         | St. Joseph's FC     | 11   |
| 6 | Raducio King             | Lynx FC             | 10   |
| 6 | John Paul Duarte         | Lincoln Red Imps FC | 10   |
| 8 | Juanse Pegalajar         | College Europa FC   | 7    |
| 9 | Kyle Casciaro            | Lincoln Red Imps FC | 6    |
| 9 | Emmanuel Alexis Cristori | Lincoln Red Imps FC | 6    |

## Bilan de la saison
| Championnat de Gibraltar de football 2014-2015      |                                 |
| Champion                                            | Lincoln Red Imps FC (21e titre) |
| Coupes et trophées                                  |                                 |
| Vainqueur de la Coupe de Gibraltar 2014-2015        | Lincoln Red Imps FC             |
| Qualifications continentales                        |                                 |
| Ligue des champions de l'UEFA 2015-2016             | Lincoln Red Imps FC             |
| Ligue Europa 2015-2016                              | College Europa FC               |
| Promotions et relégations                           |                                 |
| Promus en Championnat de Gibraltar de football D1   | Gibraltar United FC             |
| Promus en Championnat de Gibraltar de football D1   | Angels FC                       |
| Relégués en Championnat de Gibraltar de football D2 |                                 |

## Parcours en coupes d'Europe

### Parcours européen des clubs

#### Lincoln Red Imps FC
Les équipes marquées d'un astérisque sont têtes de série lors du tirage au sort.
| Équipe                                              | Aller                                               | Total                                               | Retour                                              | Équipe                                              |
| Ligue des champions - Premier tour de qualification | Ligue des champions - Premier tour de qualification | Ligue des champions - Premier tour de qualification | Ligue des champions - Premier tour de qualification | Ligue des champions - Premier tour de qualification |
| --------------------------------------------------- | --------------------------------------------------- | --------------------------------------------------- | --------------------------------------------------- | --------------------------------------------------- |
| Lincoln Red Imps FC                                 | 1 - 1                                               | 3 - 6                                               | 2 - 5                                               | HB Tórshavn*                                        |

#### Europa FC
Les équipes marquées d'un astérisque sont têtes de série lors du tirage au sort.
| Équipe                                       | Aller                                        | Total                                        | Retour                                       | Équipe                                       |
| Ligue Europa - Premier tour de qualification | Ligue Europa - Premier tour de qualification | Ligue Europa - Premier tour de qualification | Ligue Europa - Premier tour de qualification | Ligue Europa - Premier tour de qualification |
| -------------------------------------------- | -------------------------------------------- | -------------------------------------------- | -------------------------------------------- | -------------------------------------------- |
| *FC Vaduz                                    | 3 - 0                                        | 4 - 0                                        | 1 - 0                                        | College Europa FC                            |

### Coefficient UEFA des clubs engagés en Coupe d'Europe
Le parcours des clubs gibraltariens en coupes d'Europe est important puisqu'il détermine le coefficient UEFA, et donc le nombre de clubs gibraltariens présents en coupes d'Europe les années suivantes.
Ce classement est fondé sur les résultats des clubs entre la saison 2010-2011 et la saison 2014-2015. Il sert pour les tirages aux sort des compétitions européennes 2015-2016. Seuls les clubs gibraltariens sont ici présentés.
- Ligue des champions 2014-2015
- Ligue Europa 2014-2015

| Rang 2015 | Rang 2014 | Évolution | Club                | 2010-2011 | 2011-2012 | 2012-2013 | 2013-2014 | 2014-2015 | Coefficient |
| --------- | --------- | --------- | ------------------- | --------- | --------- | --------- | --------- | --------- | ----------- |
| 451       | -         | N/A       | Lincoln Red Imps FC | 0.000     | 0.000     | 0.000     | 0.000     | 0.550     | 0.550       |
| 454       | -         | N/A       | College Europa FC   | 0.000     | 0.000     | 0.000     | 0.000     | 0.300     | 0.300       |

### Coefficient UEFA du championnat gibraltarien
Le parcours des clubs gibraltariens en UEFA est important puisqu'il détermine le coefficient UEFA, et donc les futures places en coupes d'Europe des différents clubs gibaltrariens.
| Rang 2015 | Rang 2014 | Évolution | Ligue       | 2010-2011 | 2011-2012 | 2012-2013 | 2013-2014 | 2014-2015 | Coefficient | Places en LC | Places en LC | Places en LC | Places en LC | Places en LC | Places en LE | Places en LE | Places en LE | Places en LE | Places en LE | Équipes en Lice | Équipes en Lice |
| Rang 2015 | Rang 2014 | Évolution | Ligue       | 2010-2011 | 2011-2012 | 2012-2013 | 2013-2014 | 2014-2015 | Coefficient | PG           | TB           | T3           | T2           | T1           | PG           | TB           | T3           | T2           | T1           | LC              | LE              |
| --------- | --------- | --------- | ----------- | --------- | --------- | --------- | --------- | --------- | ----------- | ------------ | ------------ | ------------ | ------------ | ------------ | ------------ | ------------ | ------------ | ------------ | ------------ | --------------- | --------------- |
| 52        | 53        | +1        | Andorre     | 0,000     | 0,000     | 0,000     | 0,333     | 0,500     | 0,833       | -            | -            | -            | -            | 1            | -            | -            | -            | -            | 2            | 0               | 0               |
| 53        | 52        | -1        | Saint-Marin | 0,166     | 0,000     | 0,000     | 0,333     | 0,000     | 0,499       | -            | -            | -            | -            | 1            | -            | -            | -            | -            | 2            | 0               | 0               |
| 54        | -         | N/A       | Gibraltar   | 0,000     | 0,000     | 0,000     | 0,000     | 0,250     | 0,250       | -            | -            | -            | -            | 1            | -            | -            | -            | -            | 1            | 0               | 0               |

Le classement UEFA de la fin de saison 2014-2015 donne le classement et donc la répartition et le nombre d'équipes pour les coupes d'Europe de la saison 2016-2017.